# Теляковский сельсовет
Теляковский сельсовет — упразднённая 30 октября 2009 года административная единица на территории Узденского района Минской области Белоруссии.

## Состав
Теляковский сельсовет включал 9 населённых пунктов:
- Алеховка — деревня.
- Горбаты — деревня.
- Карпиловка — деревня.
- Константиново — деревня.
- Миколка — деревня.
- Петровск — посёлок.
- Слободка — деревня.
- Теляково — деревня.
- Яловка — деревня.